# 나디아 불랑제

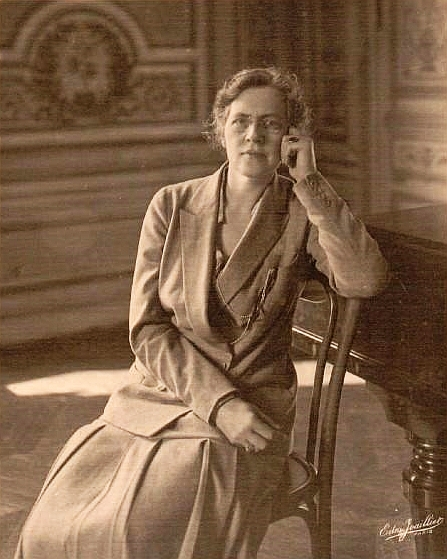
나디아 불랑제(1925년)

나디아 불랑제(Nadia Boulanger, 1887년 9월 16일~1979년 10월 22일)는 프랑스의 작곡가, 지휘자, 교육자이며, 오르가니스트이다.
가브리엘 포레의 제자이기도 하다. 그녀는 누이동생인 릴리가 사망한 1918년 이후로 작곡을 그만두고 교육, 녹음, 지휘 등에 전념했다. 그녀가 가르쳤던 제자들 중에는 내로라하는 작곡가, 지휘자, 연주자, 편곡자들이 있는데, 그런 인물로는 그라지나 바체비치, 퀸시 존스, 엘리엇 카터, 다니엘 바렌보임, 클리포드 커즌, 존 엘리엇 가디너, 이고르 마르케비치, 필립 글래스, 아스토르 피아졸라, 에런 코플런드 등이 있다.

## 관련 도서
- 브뤼노 몽생종 《음악가의 음악가 나디아 불랑제》(임선근 역, 포노, 2013). 한국어판. 《Mademoiselle, Entretiens Avec Nadia》(1980)을 한국어로 번역한 책.